# Kennedy Ryan
Kennedy Ryan (ur. 5 września 1971 w Toronto) – kanadyjska narciarka, uprawiająca narciarstwo dowolne. Najlepszy wynik na mistrzostwach świata osiągnęła podczas mistrzostw w Altenmarkt, gdzie zajęła 5. miejsce w skokach akrobatycznych. Zajęła także 11. miejsce w zawodach pokazowych w tej samej konkurencji na igrzyskach olimpijskich w Albertville. Najlepsze wyniki w Pucharze Świata osiągnęła w sezonie 1992/1993, kiedy to zajęła 30. miejsce w klasyfikacji generalnej.
W 1994 r. zakończyła karierę.

## Osiągnięcia

### Mistrzostwa świata
| Miejsce | Dzień     | Rok  | Miejscowość | Konkurencja        | Zwycięzca            |
| ------- | --------- | ---- | ----------- | ------------------ | -------------------- |
| 22.     | 16 lutego | 1991 | Lake Placid | Skoki akrobatyczne | Wasilisa Siemienczuk |
| 5.      | 14 marca  | 1993 | Altenmarkt  | Skoki akrobatyczne | Lina Cheryazova      |

### Puchar Świata

#### Miejsca w klasyfikacji generalnej
- sezon 1990/1991: 43.
- sezon 1991/1992: 33.
- sezon 1992/1993: 30.
- sezon 1993/1994: 59.

#### Miejsca na podium
1. Lillehammer – 28 marca 1993 (skoki) – 2. miejsce